# Остер, Эмили
Эмили Остер (англ. Emily Fair Oster, родилась в 1980 году) — американский экономист. Входит в список «Сто ныне живущих гениев». Широкой публике Остер больше известна своими статьями и появлениями на телевидении, в том числе своей работой в «Уолл-стрит джорнэл» и выступлением на TED Talk в 2007 году, а также благодаря книге Стивена Левитта и Стивена Дабнера «Суперфрикономика», в которой описывается ее работа.

## Детство
Когда Эмили было два года, ее родители заметили, что по ночам она разговаривает сама с собой в своей комнате. Обеспокоившись этим родители Эмили без ее ведома записали на диктофон ее разговор с собой и отправили своим знакомым психологам и лингвистам. Тщательный анализ записей показал, что речь девочки намного более сложна и насыщенна, когда она одна, чем когда она разговаривает со взрослыми. Так Эмили стала объектом исследований, которые были опубликованы в 1989 году под названием Narratives from the Crib и переиздались в 2006 году с предисловием от самой Остер.

## Карьера
Училась в Гарварде, где получила степени бакалавра (2002, magna cum laude) и доктора философии (2006) по экономике. После Гарварда преподавала в Чикагской школе бизнеса, а после в Университете Брауна, где она по сегодняшний день занимает должность профессора экономики. Ее исследовательские интересы необыкновенно широки: от экономики здравоохранения до экспериментальной методологии.
В научных кругах Остер известна своей докторской диссертацией «Гепатит B и загадка „пропавших женщин“» (Hepatitis B and the Case of the Missing Women), в которой она развила теорию о том, что гепатит B может являться причиной, почему женщины в отдельных регионах рожают намного больше мальчиков, чем девочек. Так Остер удалось объяснить проблему, поднятую её Гарвардским учителем Амартией Сеном в его знаменитом эссе 1990 года «Более 100 миллионов пропавших женщин». Однако в апреле 2008 года Остер исследовала новые данные и объявила свои старые исследования некорректными, указав, что Гепатит B не объясняет преобладание мужчин в Китае.
Остер также изучала ВИЧ в Африке. В своем выступлении на TED Talk в 2007 году она рассуждала на тему государственной политики в отношении ВИЧ инфекции. Работа Остер на телевидении и в Индии (где она занималась проблемой дискриминации женщин) была освещена во второй книге Стивена Левитта «Суперфрикономика», ставшей бестселлером.
Остер является автором книги Expecting Better: How to Fight the Pregnancy Establishment with Facts, которая вызвала споры. В своей книге Остер утверждает, что многие рекомендации относительно безопасности женщины во время беременности ошибочны. В том числе Остер оспорила категорический запрет беременным употреблять алкоголь — она утверждает, что нет никаких научных доказательств того, что умеренное употребление алкоголя может отрицательно повлиять на развитие плода.

## Семья
Отец — профессор экономики Рэй Фэйр. Мать — профессор менеджмента Шарон Остер.
С 2006 года Эмили замужем за профессором экономики Дж. Шапиро, у них двое детей.